# Дубльовський Йосиф
Йо́сиф Дубльо́вський (р. н. невідомий — 1798) — львівський архітектор, представник раннього класицизму.

## Біографія
Біографічних відомостей збережено вкрай мало. 1764 року вступив до львівського цеху будівничих. Відомо про позов цехового будівничого Мартина Левандовського проти Дубльовського від 1767 року. Звинувачувався у порушенні статуту — провадив будівництво більше восьми об'єктів одночасно. 11 травня 1770 року придбав половину кам'яниці, що нині має № 26 на вулиці Староєврейській. Через рік придбав другу частину, а 1781 року продав увесь будинок. Доведено авторство або співучасть Дубльовського у спорудженні ряду будинків, колишнього львівського середмістя.
Будівлі
- Будинок на вулиці Театральній, 10 для генерала коронних військ, перемиського підчашого Роха Вінявського (1767).
- У 1773—1776 роках займався перебудовою двох будинків в один на вулиці Вірменській (нині № 13) для архітектора Петра Полейовського.[2]
- Будинок на Театральній, 8 на замовлення старости раделицького Франциска Девича (1769).
- Будинок на вулиці Краківській, 17 для земського судді Юзефа Падлевського (1773).
- Перебудував кам'яницю Зухоровичівську на вулиці Староєврейській, 16 (1776).
- Керував мулярськими роботами у Латинському кафедральному соборі.
- Повна перебудова № 24 кам'яниці на вулиці Староєврейській для власника Ісаака Варинґера (1791)[1].
- Був задіяний на роботах при соборі св. Юра (1786—1789).
- Разом з іншими майстрами брав участь у споруджені костелу в Лопатині (1775).[1]